# Wapen van Middenveld

Het wapen van het waterschap Middenveld

Het wapen van Middenveld werd op 29 maart 1962 bij Koninklijk besluit aan het waterschap Middenveld verleend. In 1996 ging het waterschap met de andere waterschappen De Wold Aa, De Oude Vaart, Riegmeer en Smilde op in het nieuwe waterschap Meppelerdiep. Hiermee verviel het wapen.

## Beschrijving
De blazoenering luidt als volgt:
In goud een golvende linkerschuinbalk van azuur en over alles heen een adelaar van sabel, gebekt, getongd en geklauwd van keel. Het schild gedekt met een gouden kroon van drie bladeren en twee paarlen.
De heraldische kleuren zijn: azuur (blauw), goud (geel), keel (rood) en sabel (zwart). Het schild is gedekt met een gravenkroon. Het waterschapsbestuur heeft de opzet van het wapen bewust eenvoudig willen houden.

## Symboliek
De adelaar uit het wapen verwijst naar de voormalige heerlijkheid Echten, waar het waterschap voor een groot deel in ligt. Ook kwam deze adelaar voor in het wapen van de heren van Echten, die de heerlijkheid bestuurden. De linkerschuinbalk symboliseert de Echtenerstroom, die bij het huis te Echten stroomt.

## Vergelijkbare wapens

Het wapen van Riegmeer
Het wapen van het waterschap 't Suydevelt

Drentse Aa ·
Amsterdamscheveld ·
Bargerbeek ·
Eemszijlvest ·
Emmer-Erfscheidenveen ·
Hesselte ·
Hunze en Aa ·
Loo- en Drostendiep ·
Meppelerdiep ·
Middenveld ·
De Monden ·
Nijeveen-Kolderveen ·
Noordenveld ·
Oostermoerse Vaart ·
De Oude Vaart ·
Reest en Wieden ·
Riegmeer ·
De Runde ·
Smilde ·
't Suydevelt ·
De Veenmarken ·
De Vledder en Wapserveense Aa ·
Weerdinge ·
De Wold Aa ·
Wold en Wieden ·
Zuiveringsschap Drenthe